# Campeonato Mundial Juvenil de Béisbol de 1999
La Campeonato Mundial Juvenil de Béisbol 1999 fue una competición de béisbol internacional que se disputó en Kaohsiung, República de China, del 6 al 15 de agosto organizado por la IBAF.

## Primera Ronda

### Grupo A
| Posición | Equipo          | Ganados | Perdidos |
| -------- | --------------- | ------- | -------- |
| 1        | Cuba            | 5       | 0        |
| 2        | China Taipéi    | 4       | 1        |
| 3        | Corea del Sur   | 3       | 2        |
| 4        | Sudáfrica       | 1       | 3        |
| 5        | República Checa | 1       | 4        |
| 6        | Países Bajos    | 0       | 4        |

     – Clasificados a la Semifinal.

### Grupo B
| Posición | Equipo         | Ganados | Perdidos |
| -------- | -------------- | ------- | -------- |
| 1        | Panamá         | 4       | 1        |
| 2        | Estados Unidos | 4       | 1        |
| 3        | Japón          | 3       | 2        |
| 4        | Australia      | 2       | 3        |
| 5        | Venezuela      | 1       | 3        |
| 6        | Guatemala      | 0       | 4        |

     – Clasificados a la Semifinal.

## Fase final
|  | Semifinales    | Semifinales  |   |              | Final          | Final |  |
|  |                |              |   |              |                |       |  |
|  |                |              |   |              |                |       |  |
|  | 14 de agosto   |              |   |              |                |       |  |
|  | Estados Unidos | 3            |   |              |                |       |  |
|  | Cuba           | 2            |   |              |                |       |  |
|  |                |              |   |              |                |       |  |
|  |                |              |   |              | 15 de agosto   |       |  |
|  |                |              |   |              | Estados Unidos | 10    |  |
|  |                | China Taipéi | 9 |              |                |       |  |
|  |                |              |   |              |                |       |  |
|  |                |              |   |              |                |       |  |
|  |                |              |   |              | Tercer lugar   |       |  |
|  | 14 de agosto   | 14 de agosto |   | 15 de agosto | 15 de agosto   |       |  |
|  | China Taipéi   |              |   | Cuba         |                |       |  |
|  | Panamá         |              |   |              | Panamá         |       |  |